# Johann Sigismund von Glaubitz
Johann Sigismund Freiherr von Glaubitz  (* 17. Januar 1764 in Sebnitz; † 27. Februar 1838 in Küstrin) war ein preußischer Generalmajor.

## Leben

### Herkunft
Seine Eltern waren der preußische Sekondeleutnant a. D. Heinrich Sigismund von Glaubitz (1724–1804) und dessen Ehefrau, eine geborene von Berge und Herrndorf.

### Werdegang
Glaubitz besuchte die Schule in Sagan und trat am 1. September 1779 als Junker in das Dragonerregiment „von Bosse“ der Preußischen Armee ein. Bis Februar 1792 avancierte er zum Premierleutnant und nahm während des Ersten Koalitionskrieges an der Kanonade bei Valmy, der Schlacht bei Kaiserslautern sowie den Gefechten bei Frankenthal, Frankfurt am Main, Trippstadt, St. Martin, Zweibrücken und Kreuznach teil. Glaubitz wirkte außerdem bei den Belagerungen von Longwy, Verdun und der Blockade von Landau. Er stieg bis 14. März 1799 zum Major auf und kämpfte als solcher im Vierten Koalitionskrieg. In der Schlacht bei Jena wurde Glaubitz verwundet und nach Magdeburg gebracht. Mit der Kapitulation der Festung geriet er in Kriegsgefangenschaft und wurde inaktiv gestellt.
Nach dem Frieden von Tilsit notierte man ihn am 22. Oktober 1810 zur Gendarmerie und stellte ihn am 6. Februar 1813 als Major mit seinem alten Patent als Kreisbrigadier bei der Gendarmerie an. Am 1. November 1813 kam Glaubitz als Oberbrigadier zur neumärkischen Gendarmerie und wurde am 24. November 1813 Oberstleutnant.
Nach den Befreiungskriegen wurde Glaubitz am 19. September 1818 mit Patent vom 21. September 1818 zum Oberst befördert und am 30. Dezember 1820 zum Brigadier der 7. Gendarmerie-Brigade ernannt. In dieser Stellung erhielt Glaubitz am 20. Januar 1828 den Roten Adlerorden III. Klasse. Unter Verleihung des Charakters als Generalmajor wurde ihm am 25. März 1829 mit einer Pension von 1200 Talern der Abschied gewährt. Er starb am 27. Februar 1838 in Küstrin.

### Familie
Glaubitz heiratete am 17. Oktober 1790 in Sagan Sophie Elisabeth Pusch (1769–1829), eine Tochter des Bürgermeisters von Sagan August Friedrich Pusch († 1804). Das Paar hatte mehrere Kinder:
- Luise (1793–1857) ⚭ Julius von Pannewitz (1788–1867), Oberforstmeister, Autor[6], Eltern von Hugo von Pannwitz (1820–1892), preußischer Generalmajor[7]
- Mathilde Ida Clementine (1798–1876) ⚭ Friedrich Hering, Hauptmann im Leib-Infanterie-Regiment
- Karoline Christiane Henriette Friederike (* 1799)
- Wilhelmine Antonie Sophie Albertine Emilie (* 1800)[8] ⚭ Friedrich Wilhelm von Wedel (1798–1872)[9]
- Sohn (* 1804), starb als Justizrat in Breslau